# 木村理恵
木村 理恵（きむら りえ、1957年〈昭和32年〉8月27日 - ）は、日本の女優。本名同じ。東京都江戸川区出身。東京都立葛西南高等学校卒。身長155cm。B78cm、W58cm、H83cm（1976年2月）。

## 来歴・人物
子供の頃から学芸会や文化祭などで劇に出るのが好きで、中学生の時すでに絶対女優になると決めていたという。1973年、フジテレビのテレビドラマ『ボクは女学生』の一般公募で合格して芸能界入り、同ドラマにもレギュラー出演。1975年、東宝映画『青い山脈』で本格的にデビュー。その後、ドラマ『太陽にほえろ!』に捜査第一係3代目内勤員（マスコットガール）の矢島明子役として第173話から第322話まで約3年間レギュラー出演した。第284話「正月の家」（1978年1月6日放送）では主役を務めた。
デビュー時から清純派として活躍したが、1977年のドラマ『青春の門』では大胆にスカートの中の下着を披露。さらに雑誌『写楽』誌上で篠山紀信撮影による初ヌードを披露、1982年には写真集『激写文庫 いつのまに』を発売して清純派イメージからの脱皮を図った。
1983年にはにっかつ創立70周年記念のロマンポルノ作品『暗室』でベッドシーンを演じ話題を集めた。
1980年代後半、一時芸能活動から遠ざかっていたが、1990年代以降テレビを中心に活動を再開していた。かつてはワシオ企画に所属していた。
一般社団法人映像コンテンツ権利処理機構においては不明権利者とされている。

## 出演

### 映画
- 扉はひらかれた（1975年、新星映画社） - みき（少女時代）
- 青い山脈（1975年、東宝） - 笹井和子
- 東京大空襲 ガラスのうさぎ（1979年、大映） - 田辺ふみえ
- 暗室（1983年、にっかつ） - 夏枝
- はなちゃんのみそ汁（2016年） - 松永喜美子 役
- それいけ!ゲートボールさくら組（2023年）- 主人公行きつけの小料理屋の女将 役

### テレビドラマ
- ボクは女学生（1973年 - 1974年、CX）
- 太陽にほえろ! （1975年 - 1978年、NTV / 東宝） - 矢島明子
- わが美わしの友（1975年11月15日、NHK） - 本間愛子
- はぐれ刑事 第5話「偽証」（1975年、NTV / 国際放映） - 土井ナツコ
- 夜明けの刑事 （TBS / 大映テレビ）
  - 第56話「夜明けに白バラが散った!!」（1976年）　- ちえ
  - 第108話「その結婚式まてェーッ!」（1977年）　- 高島のぶ子
- 火の国に （1976年、NHK）
- 母上様・赤澤良雄（1976年6月20日、TBS） - 厚子
- 円盤戦争バンキッド 第1話「エンバン編隊"13"の謎」（1976年、NTV / 東宝） - ミチ
- 花神（1977年、NHK） - お八寸（牧野安子）
- 桃太郎侍 第35話「鬼がひしめく青梅宿」（1977年、NTV / 東映） - お咲
- 俺たちの朝 第37話「金沢と片思いとカッとなったら止まらない」（1977年、NTV / 東宝）
- 江戸の旋風 第3シリーズ（1977年、CX / 東宝）
  - 第3話「兇党の息子」 - おみよ
  - 第23話「同心わかれ道」
- 華麗なる刑事 第32話「1000万人の人質」（1977年、CX / 東宝） - 鵜飼ケイコ
- 水戸黄門 第8部 第17話「鹿が知ってた悪い奴 - 奈良 -」（1977年11月7日、TBS / C.A.L） - おさと
- 破れ奉行 第14話「河童のわび証文」（1977年、テレビ朝日 / 中村プロ） - お雪
- 特捜最前線（ANB / 東映）
  - 第17話「胡蝶の舞の女」（1977年）
  - 第127話「裸の街1」 - 第345話「哀・弾丸・愛Ⅱ7人の刑事たち！」（1979年 - 1984年） - 船村香子
- 青春の門 第二部 自立篇 （1977年 - 1978年、MBS）
- ドラマ人間模様「北上山系」（1977年、NHK） - 咲子
- 早筆右三郎「秋の夜長ＵＦＯ噺」（1978年、NHK） - しのぶ
- 土曜ドラマ 鎌田敏夫シリーズ / 十字路 第二部第1話「みちのく編 ブルートレインの少年」（1978年、NHK） - 速見典子
- 江戸の渦潮 第12話「お夏がひとり旅立つとき」（1978年、CX / 東宝） - お夏
- 銀河テレビ小説（NHK）
  - 雨やどり（1975年12月）
  - 霧の中の少女（1976年4月） - 妙子
  - 幸福駅周辺（1978年7月31日 - 8月11日） - 初恵
  - 御堂筋の春（1980年5月）
- 土曜ワイド劇場 （ANB）
  - 素晴らしいクリスマス・消えた一億円（1978年）
  - 白い手 美しい手 呪いの手（1979年）
  - 松本清張の断線（1983年12月） - 滝村英子
  - 二重証言の妻（1999年） - 吉田保子
  - 殺人披露宴（1999年9月） - 松岡聡子
  - 西村京太郎トラベルミステリー33（1999年9月） - 原田美代子
  - 警視庁女性捜査班
  - デパート仕掛け人!天王寺珠美の殺人推理8（2015年3月、ABC） - 木崎万里子 役
- アヒル大合唱（1978年10月 - 1979年3月、TBS）- 早坂みどり 役
- 陽はまた昇る (1979年のテレビドラマ) 第2話「あしたの空」（1979年、CX） - 坂口眉美 役
- 銭形平次 （CX / 東映）
  - 第691話「涙の重さ」（1979年） - お加代
  - 第727話「刈干切唄」（1980年） - お秋
  - 第751話「魚河岸の暴れん坊」（1981年） - おさと
  - 第773話「めぐり逢ったふたり」（1982年） - おしん / おきく（二役）
  - 第831話「炎の殺人」（1982年） - おゆみ
- 愛と喝采と （1979年、TBS）
- 長七郎天下ご免! 第3話「激突! 燃えろ江戸っ子」（1979年、ANB / 東映） - お千代
- 出穂期（1979年、NHK） - 大坪早苗
- 旅立ちは愛か （1980年、TBS）
- 帝銀事件 大量殺人・獄中三十二年の死刑囚 （1980年、ANB / 松竹） - 田村政子
- 女たちの家 （1980年、CX）
- 新・江戸の旋風 第5話「抜いた十手に情は無用!!」（1980年、CX / 東宝） - おその
- ポーラテレビ小説 / マリーの桜 （1980年、TBS） - はるみ
- 3年B組金八先生 (TBS)
  - 第2シリーズ （1980年） - 看護婦京子 役
  - 第5シリーズ （1999年）- 市村友恵 役
  - 第8シリーズ （2007年）- 北山信子 役
- 御堂筋の春 （1980年、NHK）
- 大江戸捜査網 第453話「美女誘拐螢火の罠」（1980年、12ch / 三船プロ） - おさき
- 大捜査線 第23話「誤認逮捕」（1980年、CX / ユニオン映画）
- 御宿かわせみ 第19話「鴉を飼う女」（1981年、NHK）
- 江戸の用心棒 第1話「三人の命知らず」（1981年、CX / 東宝 / 映像京都） - およね
- 時代劇スペシャル「宿命剣 鬼走り」（1981年） - 卯女
- 天山先生本日も多忙 （1982年、ANB）
- 女捜査官 第4話「手錠の脱出・女子銀行員」（1982年、ABC / テレパック）
- 立花登・青春手控え 第17話「哀しみの罠」（1982年、NHK）
- 松平右近事件帳 第1話「藪太郎参上！」（1982年、NTV / ユニオン映画）- お光
- 源九郎旅日記 葵の暴れん坊 第17話「瀬戸は夕焼け 夫婦舟」（1982年、ANB / 東映） - おみよ
- 私は許さない（1984年、CX / ライオン午後のサスペンス）
- ゴリラ・警視庁捜査第8班 第39話「家路」（1990年、ANB / 石原プロ）
- 火曜サスペンス劇場 (NTV)
- 松本清張の断線  
  - 悪夢の五日間 （1990年）
  - 京都警備士日誌 （1997年） - 秋山恵子
  - 小京都ミステリー24 吉備津鳴釜殺人事件 （1998年） - 喜多見百合子
  - 弁護士・高林鮎子23 秋田新幹線冬の迷彩 （1999年） - 平井由美子
  - 警視庁鑑識班7 社長射殺事件の凶器はオレの銃･拳銃を奪われた暴対刑事の苦悩と恐怖の10日間 （1999年） - 福原瑞江
  - どうぞ安らかに3 （2003年） - 相原信子
- 101回目のプロポーズ （1991年、CX）
- 名奉行 遠山の金さん 第4シリーズ 第14話「お目付け桜に惚れたひと」（1992年、ANB / 東映） - お加代 / お篠（二役）
- 往診ドクターの事件カルテ 第4話「東京・佃島、医者嫌いの隠された秘密」（1992年、ABC）
- 外科医柊又三郎 （1995年、ANB）
- 金曜エンタテイメント / お局探偵亜木子&みどりの旅情事件帳2 （1998年、CX） - 杉原弥生
- 大岡越前 第15部 第6話「大江戸韋駄天競争」（1998年10月5日、TBS / C.A.L） - お勝
- はみだし刑事情熱系 第3シリーズ 第1話「東京湾爆破1秒前!! 炎に消された女」（1998年、ANB / 東映）
- 月曜ドラマスペシャル (TBS) 
  - プロデューサー麻生一平の事件ファイル（1998年） - 板倉早苗
  - 世紀末!男コンパニオン物語（1999年）
- 月曜ミステリー劇場
  - 「アドベンチャー探偵の事件簿」（2000 - 2002年） - 越智幸子
  - 「早乙女千春の添乗報告書14」（2003年） - 水野綾子 役
- 中学生日記 （2002年、NHK）
- 新幹線をつくった男たち （2004年、TX）
- コスメの魔法 - 柴田美鈴 役
  - 第1作（2004年）
  - 第2作（2005年）
- anego[アネゴ] 最終話（2005年6月22日、日本テレビ） - 阪口百合子 役
- 水曜ミステリー9（TX）
  - 指紋捜査官 塚原宇平の神業1 - 3（2005年 - 2008年） - 小室理恵 役
- 金曜プレステージ（CX）
  - 気象予報士・大沢富士子の事件ファイル「晴れのち嵐 そして殺人」（2007年11月16日） - 井沢恵子 役
  - 浅見光彦シリーズ43「還らざる道」（2012年1月27日） - 雨宮久子 役
- 月曜ゴールデン (TBS) 
  - 十津川警部シリーズ42「九州ひなの国殺人ルート」（2009年9月28日）
  - 大家だけが知っている! 〜幸多福子の下町事件簿〜（2010年8月2日） - 荻野早苗
- 土曜時代劇 / 咲くやこの花（2010年2月27日、NHK）
- 女優 麗子〜炎のように（2013年3月6日、TX） - 飯塚君子
- 鴨川食堂（2016年1月31日、NHK BSプレミアム） - 窪山千恵子

### その他テレビ番組
- 連想ゲーム - 回答者
- 新・クイズ日本人の質問
- なるほど!ザ・ワールド
- 一枚の写真
- いきなり!黄金伝説（2004年、テレビ朝日） - 1ヶ月10,000円生活
- クイズ!脳ベルSHOW

### 舞台
- 地獄の天使
- 黄昏のメルヘン（2007年）

### 写真集
- 激写文庫 いつのまに（篠山紀信撮影、1982年、小学館）

### その他
- カンパニータンク インタビュアー

### CM
- 丸美屋　釜飯の素